# Нижнекаменка (Алтайский край)
Нижнека́менка — село в Алтайском районе Алтайского края России. Административный центр и единственный населённый пункт Нижнекаменского сельсовета.

## География
Село находится в юго-восточной части Алтайского края, на левом берегу реки Каменка, на расстоянии примерно 1 км (по прямой) к северу от села Алтайское, административного центра района. Абсолютная высота — 238 м над уровнем моря.

### Климат
Климат умеренно континентальный с тёплым летом и умеренно-морозной снежной зимой. Средняя температура января −16,8 ºС, июля — +19,2 ºС. Годовое количество осадков — 937 мм.

## История
Основано в 1716 году. В 1928 году в селе Нижне-Каменка функционировали 2 школы и лавка общества потребителей, имелось 831 хозяйство, проживало 5263 человека. В административном отношении являлось центром сельсовета Алтайского района Бийского округа Сибирского края.

## Население
| 1997  | 1998  | 1999  | 2000  | 2001  | 2002  | 2003  |
| ----- | ----- | ----- | ----- | ----- | ----- | ----- |
| 2110  | ↗2121 | ↗2174 | ↘2170 | ↗2275 | ↘2176 | ↘2169 |
| 2004  | 2005  | 2006  | 2007  | 2008  | 2009  | 2010  |
| ↘2162 | ↘2110 | ↘2087 | ↘2071 | ↘2016 | ↗2227 | ↘2123 |
| 2011  | 2012  | 2013  | 2014  | 2015  | 2016  | 2017  |
| ↗2124 | ↘2109 | ↘2093 | ↘2066 | ↗2072 | ↘2045 | ↗2053 |
| 2018  | 2019  | 2020  | 2021  |       |       |       |
| ↗2056 | ↗2069 | ↗2081 | ↗2106 |       |       |       |

### Национальный состав
Согласно результатам переписи 2002 года, в национальной структуре населения русские составляли 97 %.

## Улицы
| - ул. 60 лет Октября, - пер. Болотный, - пер. Бригадный, - пер. Бурановский, - пер. Водный, - ул. Гагарина, - ул. Горная, | - пер. Ждановский, - ул. Зелёная, - ул. Извозная, - пер. Камчатский, - ул. Кирова, - пер. Кирпичный, - пер. Крылова, | - ул. Ленина, - пер. Луговой, - ул. Мира, - пер. Мирный, - ул. Молодёжная, - пер. Мостовой, - ул. Набережная, | - пер. Нивский, - пер. Новый, - ул. Песчаная, - пер. Почтовый, - пер. Прямой, - ул. Пушкина, - ул. Речная, | - пер. Сибирский, - ул. Суворова, - ул. Труда, - пер. Ферменский, - ул. Чапаева, - ул. Школьная, - ул. Ясная. |

## Экономика
ООО «ТД «Нижнекаменское» производит продукты из мяса и мяса птицы, мукомольно-крупяной промышленности, крахмалов и крахмалопродуктов. Осуществляет торговлю зерном, семенами и кормами для сельскохозяйственных животных; молочными продуктами, яйцами, пищевыми маслами и жирами; рыбой, морепродуктами и рыбными консервами и прочими пищевыми продуктами.

## Инфраструктура
В селе функционируют средняя общеобразовательная школа, детский сад, библиотека, сельский клуб, фельдшерско-акушерский пункт и отделение Почты России.